# Spiculaea
Spiculaea es un género monotípico de orquídeas de la subfamilia Orchidoideae. Su única especie, Spiculaea ciliata Lindl., Sketch Veg. Swan R.: 56 (1840), es originaria del sudoeste de Australia.

## Descripción
Es una orquídea de tamaño pequeño que prefiere el clima fresco al frío. Tiene hábitos terrestres con dos hojas de color verde oscuro por el haz, y morado rojizo por el envés, estrechamente elípticas a estrechamente cordadas y obtusas. Florece en la primavera y el verano en una inflorescencia rígida, carnosa, de color marrón, con un engrosamiento hacia el ápice, mide de 8 a 18 cm de largo, con 2-6 flores.

## Distribución
Se encuentra en Australia Occidental en alturas de 50 a 400 metros sobre afloramientos de granito. 

## Sinonimia
- Drakaea ciliata (Lindl.) Rchb.f., Beitr. Syst. Pflanzenk.: 68 (1871).[1]